# Rumex violascens
Rumex violascens é uma espécie de planta com flor pertencente à família Polygonaceae. 
A autoridade científica da espécie é Rech.f., tendo sido publicada em Repertorium Specierum Novarum Regni Vegetabilis 39(10–25): 171–172. 1936.

## Portugal
Trata-se de uma espécie presente no território português, nomeadamente no Arquipélago dos Açores.
Em termos de naturalidade é possivelmente introduzida na região atrás indicada.

## Protecção
Não se encontra protegida por legislação portuguesa ou da Comunidade Europeia.